# День Виктории (Шотландия)
День Виктории (скотс Latha Victoria) — государственный праздник в некоторых частях Восточной Шотландии, главным образом в городах Данди и Эдинбург, хотя раньше он был более распространён. Он отмечается в последний понедельник перед 24 мая или 24 мая и посвящён дню рождения королевы Виктории, точно так же, как День Виктории в Канаде.

## История
В 2017 году городской совет Данди объявил Весенние банковские каникулы Днём Виктории, в то время как городской совет Эдинбурга объявил Днём Виктории 22 мая. Он больше не является официальным государственным праздником в тех районах, где его раньше отмечали, включая Ренфрушир и Перт и Кинросс.

## Особенности празднования
Традиционно в День Виктории школы, а также некоторые офисы и магазины закрыты, но это не государственный праздник, а значит, государственные учреждения и банки остаются открытыми. Из-за близости к весенним государственным праздникам, которые отмечаются неделей позже, День Виктории часто приходится на эту дату. Как и в случае со многими государственными праздниками, в Шотландии его отмечают очень немногие магазины.